# Division 6 i fotboll för herrar
Division 6 är Sveriges åttonde högsta division i herrfotboll.
Vinnarlagen flyttas upp till division 5. Andralagen får kvala för uppflyttning med andraplacerade från andra serier. Nerflyttning till division 7 sker om det finns i regionen.

## Indelning
79 st.
- Blekinge västra
- Blekinge östra
- Bohuslän central/södra
- Bohuslän norra
- Bohuslän västra
- Dalsland
- Dalarna mellersta
- Dalarna norra
- Dalarna södra
- Gästrikland grupp 1
- Gästrikland grupp 2
- Göteborg A
- Göteborg B
- Göteborg C
- Göteborg D
- Halland mellersta
- Halland norra
- Halland södra
- Hälsingland norra
- Hälsingland södra
- Medelpad
- Norrbotten mellersta
- Norrbotten norra
- Norrbotten södra
- Skåne mellersta
- Skåne nordvästra
- Skåne nordöstra
- Skåne norra
- Skåne sydvästra
- Skåne sydöstra
- Skåne södra
- Skåne västra
- Småland Nybro
- Småland Gislaved
- Småland Huskvarna
- Småland Oskarshamn
- Småland Jönköping
- Småland Kalmar/Öland
- Småland Markaryd
- Småland Vetlanda
- Småland Vimmerby
- Småland Värnamo
- Småland Växjö
- Stockholm A
- Stockholm B
- Stockholm C
- Stockholm D
- Stockholm E
- Stockholm F
- Södermanland norra
- Södermanland sydöstra
- Södermanland västra
- Uppland norra
- Uppland södra
- Uppland västra
- Uppland östra
- Värmland central
- Värmland norra
- Värmland västra
- Värmland östra
- Västerbotten mellersta
- Västerbotten norra
- Västerbotten södra
- Västergötland Alingsås
- Västergötland Borås
- Västergötland Lidköping
- Västergötland Mariestad
- Västergötland Tidaholm
- Västergötland Trollhättan
- Västergötland Ulricehamn
- Västmanland
- Ångermanland södra/västra
- Ångermanland norra
- Örebro norra
- Örebro södra
- Östergötland norra
- Östergötland södra
- Östergötland västra
- Östergötland östra